# Francisco Bulnes Correa
Diego Francisco Bulnes Correa (Santiago, 6 de agosto de 1886-Santiago, 27 de agosto de 1970) fue un político chileno.

## Primeros años
Hijo de Gonzalo Bulnes Pinto, historiador de la guerra del Pacífico, y de Carmela Correa de Saa y Sanfuentes, nieta de los Condes de la Conquista; fue nieto del general Manuel Bulnes, ex presidente de Chile y de Enriqueta Pinto Garmendia, hija y hermana de los expresidentes Francisco Antonio Pinto y Aníbal Pinto Garmendia, respectivamente.
Realizó sus estudios secundarios en el Instituto Nacional, y sus estudios superiores en la Universidad de Chile, donde se tituló de abogado en el año 1909.
Casado en primeras nupcias con Blanca Sanfuentes Echazarreta, en la Capilla del Palacio Arzobispal, Santiago, el 8 de agosto de 1910, y fueron padres de 7 hijos: Manuel, Luisa, Blanca, Ana, Francisco, Jaime y Gonzalo. Se casó en segundas nupcias con Juana Matilde Graciela Williams Herbst, en Santiago el 30 de julio de 1960, con la cual no tuvo descendientes.

## Vida profesional
Se desempeñó como relator de la Corte de Apelaciones entre los años 1912 y 1915, y fue abogado integrante de la Corte Suprema, Consejero de Embajada en México y Argentina. Abogado de Ferrocarriles Uspallata, abogado de Grace y Compañía, Director de la Compañía de Petróleos de Chile (COPEC) en 1936 y Presidente en 1939; Director de la Compañía Carbonífera Máfil en 1936; director de la Compañía de Seguros La Victoria en 1936 y vicepresidente en 1942; Director y consultor del Banco Hipotecario de Chile; Director del Banco de Crédito e Inversiones; Director de la Compañía de Bosques e Industrias Madereras S.A., Director del Edificio Undurraga S.A en el año 1939, y Presidente de la Compañía de Seguros “La Sudamericana”.

## Carrera política
Representando al Partido Liberal, del cual era presidente, fue elegido Diputado por el período 1921 a 1924 por la circunscripción electoral de San Felipe, Putaendo, Los Andes. Participó en las siguientes comisiones parlamentarias: Comisión Permanente de Presupuesto (1921-1924), Comisión de Legislación y Justicia (1924), Comisión conservadora para el Receso (1922-1923), Comisión de Gobierno (1947-1953), Comisión de Hacienda y Presupuesto (1947-1953), Comisión de Educación Pública (1947-1953), Comisión de Higiene, Salubridad y Asistencia Pública (1947-1953), Comisión Especial de Reforma Constitucional (1924), Comisión de Elecciones (1924), y Comisión del Trabajo (1951).
En el año 1924 es nuevamente elegido Diputado, esta vez por Victoria, Melipilla y San Antonio, siendo disuelto este Congreso en septiembre de 1924. 
En los años 1947 a 1953, fue elegido Senador por O'Higgins y Colchagua, participando como Presidente de la Comisión de Gobierno e integrante de la Comisión de Hacienda y Presupuesto.
En el año 1946 fue precandidato a la Presidencia de la República, electo en 1947, en reemplazo de Diego Echenique Zegers.
Y miembro de la Facultad de Humanidades y Bellas Artes de la Universidad de Chile, socio del Club de la Unión y del Club Hípico, y presidente de la Viña Errázuriz de Panquehue. Falleció a los 84 años de edad, en Santiago, el 27 de agosto de 1970.